# Fiabilitat humana
La fiabilitat humana és una disciplina que forma part del camp de la fiabilitat de sistemes, en la mesura que l'home pot ser considerat com a part integrant d'un sistema.
Es considera que el component humà és d'una complexitat molt més gran que qualsevol altre component i, per tant, les tècniques aplicables a l'estudi de la fiabilitat humana o, complementàriament, de l'error humà són específics i integren aspectes psicològics i organitzacionals a les tècniques matemàtiques habituals.

## Tècniques d'anàlisi
Hi ha una diversos mètodes per a l'anàlisi de la fiabilitat humana (HRA - human reliability analysis), que principalment es divideixen en dues categories: els basats en l'anàlisi probabilística de riscos i la teoria del control cognitiu.

### Tècniques basades en l'anàlisi probabilística de riscos
Una forma d'analitzar la fiabilitat humana és com a extensió directa de l'anàlisi probabilística de riscos: de la mateixa manera que les màquines poden fallar en una planta industrial, una persona cometre errors. En tots dos casos l'anàlisi per descomposició funcional proporciona un cert nivell de detall amb què assignar probabilitats d'ocurrència de l'error. Aquesta idea bàsica és darrere de la tècnica THERP (Technique for Human Error Rate Prediction), que pretén calcular probabilitats d'error humà incorporables a una anàlisi PRA. Una forma simplificada de THERP és la tècnica ASEP (Accident Sequence Evaluation Program), que ha estat implementada com a eina informàtica: Simplified Human Error Analysis Code (SHEAN). Més recentment, la US Nuclear Regulatory Commission ha publicat el mètode d'anàlisi SPAR (Standardized Plant Analysis Risk).

### Tècniques basades en el control cognitiu
Erik Hollnagel ha desenvolupat aquesta línia de treball, que anomena Contextual Control Model (COCOM), i ha desenvolupat el mètode CREAM (Cognitive Reliability and Error Analysis Method). COCOM modela el comportament humà com un conjunt de modes de control i proposa un model de com ocorren les transicions entre els diferents modes de control.

### Tècniques relacionades
Les tècniques relacionades en enginyeria de seguretat i enginyeria de fiabilitat inclouen l'Anàlisi Modal de Fallades i els seus Efectes, hazop, arbre d'errors i SAPHIRE (Programes d'anàlisi de sistemes) per a avaluacions pràctiques integrades de fiabilitat).

### Sistema d'anàlisi i classificació de factors humans (HFACS)
El sistema d'anàlisi i classificació de factors humans (HFACS) es va desenvolupar inicialment com a marc per entendre el paper de l'"error humà" en els accidents d'aviació. Es basa en el model de formatge suís de James Reason d'error humà en sistemes complexos. HFACS distingeix entre les "falles actives" dels actes insegurs i les "falles latents" de les condicions prèvies per als actes insegurs, la supervisió no segura i les influències organitzatives. Aquestes categories es van desenvolupar empíricament a partir de molts informes d'accidents d'aviació.
Els "actes insegurs" els realitza l'operador humà "en primera línia" (per exemple, el pilot, el controlador de trànsit aeri, el conductor). Els actes insegurs poden ser errors (en la percepció, la presa de decisions o el rendiment basat en les habilitats) o les infraccions (rutinàries o excepcionals). Els errors aquí són similars a la discussió anterior. Les violacions són el menyspreu deliberat de les normes i procediments. Com el seu nom indica, les infraccions rutinàries són les que es produeixen habitualment i que solen ser tolerades per l'organització o l'autoritat. Les violacions excepcionals són inusuals i sovint extremes. Per exemple, conduir a 50 km/h en una zona de 30 km/h és una infracció habitual, però conduir a 130 km/h a la mateixa zona és excepcional.
Hi ha dos tipus de condicions prèvies per als actes insegurs: les que es relacionen amb l'estat intern de l'operador humà i les que es relacionen amb les pràctiques o maneres de treballar de l'operador humà. Els estats interns adversos inclouen els relacionats amb la fisiologia (p. ex., malaltia) i l'estat mental (p. ex., fatigat mental, distret). Un tercer aspecte de l'"estat intern" és realment un desajust entre la capacitat de l'operador i les exigències de la tasca; per exemple, l'operador pot ser incapaç de fer judicis visuals o reaccionar amb prou rapidesa per donar suport a la tasca en qüestió. Les pràctiques deficients dels operadors són un altre tipus de condició prèvia per a actes insegurs. Aquests inclouen una mala gestió dels recursos de la tripulació (qüestions com el lideratge i la comunicació) i pràctiques deficients de preparació personal (per exemple, violar els requisits de descans de la tripulació a l'aviació).
Quatre tipus de supervisió insegura són: supervisió inadequada; operacions inadequades planificades; no corregir un problema conegut; i infraccions de supervisió.
Les influències organitzatives inclouen les relacionades amb la gestió de recursos (per exemple, recursos humans o financers inadequats), el clima organitzatiu (estructures, polítiques i cultura) i els processos organitzatius (com ara procediments, horaris, supervisió).

## Error humà
L'error humà ha estat citat com a causant o factor contributiu en desastres i accidents en indústries diverses com a energia nuclear, aviació, exploració espacial i medicina.

### Categories d'error humà
Hi ha diverses maneres de categorització de l'error humà:
- Exogen / endogen[13]
- Valoració de la situació / resposta planificada[14]
- Per nivell d'anàlisi; per exemple: perceptiu/cognitiu/comunicatiu/organitzatiu.

### Sistema d'Anàlisi i Classificació de Factors Humans
El 'Sistema d'Anàlisi i Classificació de Factors Humans' (en anglès Human Factors Analysis and Classification System -HFACS-) va ser desenvolupat inicialment com a marc de treball per a la comprensió de l'error humà com a causa d'accidents d'aviació. Està basat en els estudis de James Reason sobre l'error humà en sistemes complexos. HFACS distingeix entre "fallades actives" en accions insegures, "fallades latents", supervisió insegura i influències de l'organització.

### Controvèrsia
Alguns investigadors han argumentat que la catalogació de les accions humanes en termes de "correcte" o "incorrecte" és una simplificació excessiva i perjudicial per a l'anàlisi d'un fenomen complex. En comptes d'això, defensen que seria més fructífer enfocar la qüestió des del punt de vista de la variabilitat del comportament humà.

## Trampes comunes de la naturalesa humana
Les persones tendeixen a sobreestimar la seva capacitat per mantenir el control quan estan treballant.
Les característiques comunes de la naturalesa humana que s'aborden a continuació s'accentuen especialment quan la feina es fa en un entorn laboral complex.
Estrès: El problema amb l'estrès és que es pot acumular i dominar una persona, convertint-se així en perjudicial per al rendiment.
Evitar la tensió mental: Els éssers humans són reticents a dedicar-se a un pensament concentrat prolongat, ja que requereix alts nivells d'atenció durant períodes prolongats.
Els biaixos mentals, o dreceres, que s'utilitzen sovint per reduir l'esforç mental i accelerar la presa de decisions inclouen:
- Supòsits: – Una condició que es dona per feta o s'accepta com a veritable sense verificació dels fets.
- Hàbit: un patró inconscient de comportament adquirit a través de la repetició freqüent.
- Biaix de confirmació: la renúncia a abandonar una solució actual.
- Biaix de similitud: la tendència a recordar solucions de situacions que semblen similars
- Biaix de freqüència: una aposta que una solució d'ús freqüent funcionarà.
- Biaix de disponibilitat: la tendència a decidir-se per solucions o cursos d'acció que vénen fàcilment a la ment.

Memòria de treball limitada: la memòria a curt termini de la ment és el "banc de treball" per a la resolució de problemes i la presa de decisions.
Recursos d'atenció limitats: la capacitat limitada per concentrar-se en dues o més activitats desafia la capacitat de processar la informació necessària per resoldre problemes.
Mentalitat La gent tendeix a enfocar-se més en allò que vol aconseguir (una meta) i menys en allò que s'ha d'evitar perquè els éssers humans estan principalment orientats a les metes per naturalesa. Com a tal, les persones tendeixen a “veure” només el que la ment espera o vol veure.
Dificultat per veure el propi error: les persones, especialment quan treballen soles, són particularment susceptibles a no veure els propis errors.
Perspectiva limitada - Els humans no poden veure tot el que hi ha per veure. La incapacitat de la ment humana per percebre tots els fets pertinents a una decisió desafia la resolució de problemes.
Susceptibilitat a factors emocionals/socials - La ira i la vergonya influeixen negativament en l'exercici individual i de l'equip.
Fatiga - La gent es cansa. La fatiga física, emocional i mental pot conduir a l'error i el mal judici.
Presentisme - Alguns empleats estaran presents al lloc de treball sense fer res, a causa d'una capacitat disminuïda per realitzar els seus treballs a causa d'una malaltia o lesió.

## Per a més informació
- Autrey, T.D.. 6-Hour Safety Culture: How to Sustainably Reduce Human Error and Risk (and do what training alone can't possibly do).  Human Performance Association, 2015 [Consulta: 21 agost 2020]. Arxivat 2021-04-11 a Wayback Machine.
- Davies, J.B., Ross, A., Wallace, B. and Wright, L.. Safety Management: a Qualitative Systems Approach.  Taylor and Francis, 2003.
- Dekker, S.W.A.. Ten Questions About Human Error: a new view of human factors and systems safety.  Lawrence Erlbaum Associates, 2005 [Consulta: 24 maig 2010]. Arxivat 2012-12-11 a Wayback Machine.
- Dekker, S.W.A.. The Field Guide to Understanding Human Error.  Ashgate, 2006 [Consulta: 24 maig 2010]. Arxivat 2012-03-06 a Wayback Machine.